# LOU (2017年の映画)
『LOU』（ルー、原題：Lou）は、ピクサー・アニメーション・スタジオ製作の短編アニメーション映画。2017年公開の『カーズ/クロスロード』と同時上映された。デイブ・マリンズの初監督作品。

## あらすじ
ある幼稚園の運動場の片隅に、忘れ去られたおもちゃが入った「忘れ物預かりボックス（Lost and Found）」があり、その中にはそれらが合体して成る不思議な生き物ルーが潜んでいた。
休み時間中、運動場では園児達が各々に遊んでいたが、他人のおもちゃを奪い取っては自分のリュックに隠してしまう意地悪な少年J.J.が出現する。その様子を見ていたルーは、J.J.のリュックを奪おうと彼を追いかけるが、リュックの取り合いの末、「忘れ物預かりボックス」にある犬のぬいぐるみの持ち主はJ.J.であることに気づく。それは、かつてJ.J.が大切にしていたが他人に奪い取られたものだった。ルーは、ぬいぐるみを返すことを条件に、今までJ.J.が奪い取ったおもちゃと「忘れ物預かりボックス」に入っているおもちゃを全て持ち主に返すことをJ.J.に命じる。
全て返し終わった後、おもちゃが無くなったことによりルーの姿が無くなり、ぬいぐるみだけが残った「忘れ物預かりボックス」を見たJ.J.は、自分が本当に欲しかったものは友達だということに気づく。運動場で遊ぶ園児達は、そんなJ.J.を友達として受け入れ仲間に入れるのだった。

## 製作
主人公のJ.J.は、『インサイド・ヘッド』に登場するライリーのクラスメートの1人が再利用されている。また、本作に登場する園児達は『インサイド・ヘッド』や『ファインディング・ドリー』に登場する子供達が再利用されている。